# Ільчина Орися Володимирівна
Орися Володимирівна Ільчина (11 березня 1990) — українська легкоатлетка. Майстер спорту України міжнародного класу. Учасник літніх Паралімпійських ігор 2012 та 2016 року.
Займається легкою атлетикою у Львівському регіональному центрі з фізичної культури і спорту інвалідів «Інваспорт».

## Досягнення
Бронзова призерка чемпіонату світу 2015 року.
Дворазова чемпіонка (диск, ядро) міжнародного турніру 2016 року.